# Reijo Ståhlberg
Reijo Einar Ståhlberg, född 21 september 1952 i Ekenäs i dåvarande Nylands län är en finlandssvensk  före detta friidrottare som tävlade i kulstötning.
Ståhlberg innehar det nordiska rekordet i kulstötning med 21,69 meter, noterat den 5 maj 1979 i Fresno, Kalifornien. Ståhlberg vann Inomhus-EM 1978, 1979 och 1981. Han deltog i två olympiska spel, första gången  i OS i Montreal där han kom på tolfte plats och andra gången i OS i Moskva där han kom på fjärde plats med en stöt som mätte 20,82 meter. Under sin aktiva karriär vägde bjässen Ståhlberg omkring 128 kilogram. Ståhlberg representerade inledningsvis Fiskars IF och därefter Esbo IF.